# His Speedy Finish
Pour plus de détails, voir Fiche technique et Distribution.
His Speedy Finish est un film américain réalisé par Reggie Morris, sorti en 1917.

## Fiche technique
- Titre original : His Speedy Finish
- Réalisation : Reggie Morris
- Photographie : Perry Evenvold
- Production : Mack Sennett
- Société de production : Keystone
- Société de distribution : Keystone
- Pays d'origine :  États-Unis
- Langue originale : anglais
- Format : noir et blanc — 35 mm — 1,37:1 — Film muet
- Genre : Comédie
- Durée : une bobine
- Date de sortie :
  - États-Unis : 17 juin 1917
- Licence : Domaine public

## Distribution
- Hugh Fay : le jeune marié
- Elinor Field : la jeune mariée
- Erle C. Kenton : le tueur professionnel
- James Rowe : le croque-mort
- Gonda Durand
- Jack Perrin : le policier